# Аномальні термічні властивості води
Аномальні термічні властивості води — здатність  води зберігати набагато більшу термостабільність у порівнянні з ґрунтом і повітрям. Збереженню температурної сталості води сприяє її надзвичайно висока питома теплоємність, що дорівнює 4,18 кДж/(кг·К). Частина отримуваної водою теплової енергії витрачається на розрив водневих зв'язків між асоційованими молекулами, внаслідок чого вода повільно охолоджується і нагрівається при зміні сезонів року, а також пори доби, відіграючи роль важливого регулятора температури.

## Теплоємність води
Кількості тепла, необхідного для нагрівання 1 г води на 1°, досить, щоб нагріти на 1 градус 9,25 г заліза, 10,3 г міді. Висока у порівнянні з іншими речовинами теплоємність води перетворює моря та океани на велетенський термостат, що згладжує добові коливання температури повітря. Причому не лише великі маси води, як моря, здатні згладжувати ці коливання, але і звичайна водяна пара атмосфери. Різкі добові коливання температури в районах великих пустель пов'язані з відсутністю водяної пари в повітрі. Сухе повітря пустелі майже позбавлене водяної пари, яка могла б стримати швидке нічне охолодження піску, що розжарився за день, тому температура повітря може виявитися не більше 5 °C.
Теплоємністю води пояснюється явище різного нагрівання води та суходолу: оскільки теплоємність твердих порід, що становлять поверхню суші, і теплоємність води різко відрізняються, то для нагрівання до однієї й тієї ж температури води та піску знадобиться різна кількість тепла, тому вдень температура піску вища, ніж води. Вода охолоджується повільніше, ніж тверді породи, тому вночі пісок холодніший, ніж вода. Як відомо, нагрівання повітря відбувається не безпосередньо променями сонця, а шляхом віддачі тепла від поверхні суші та води, що нагрівається. У літній час створюється значна різниця температур між поверхнею суші та води, через що відбувається переміщення повітря в напрямі, визначуваному різницею температур води морів і океанів і прилеглої до них суші.
Теплоємність води (1 кал) у 2 рази більше теплоємності криги (0,5 кал), а для усіх інших речовин плавлення майже не позначається на цій величині.
Чому у разі води ця величина демонструє таке велике значення? Питома теплоємність — ця кількість тепла, яку потрібно передати одному граму речовини, щоб збільшити його температуру на один градус Цельсія. Отже, вода потребує для свого нагрівання порівняно велику кількість тепла. Оскільки зростання температури означає збільшення середньої швидкості руху молекул, то молекулярною мовою велика теплоємність води означає, що її молекули дуже інертні. Щоб збільшити середню швидкість молекул H2O, їм треба якимсь чином передати досить багато енергії, хоча самі молекули по молекулярних масштабах порівняно невеликі. Все пояснюється існуванням водневих зв'язків. Оскільки значна частина молекул пов'язана в досить великі комплекси, то окрема «середньостатистична» молекула H2O може збільшити свою кінетичну енергію одним з двох способів. Вона може, по-перше, звільнившись від усіх своїх водневих зв'язків, почати рухатися самостійно. І по-друге, прискорення усього комплексу молекул призведе, зрозуміло, до збільшення швидкості кожної молекули води, що входить до цього комплексу. Очевидно, що обидва ці способи вимагають значних енергетичних витрат, що і призводить до великого значення питомої теплоємності води.
Максимальна температура води у Світовому океані не перевищує 30-40 °C. Підвищенню термостабільності води в природних умовах сприяє її аномальна властивість зменшувати свою густину з пониженням температури (для прісної води) від +4 до 0 °C. Розширюючись при замерзанні, вода перетворюється на кригу, яка є легшою, ніж вода, тому плаває на її поверхні та утворює теплоізоляційний шар, що запобігає промерзанню водойм до дна. Саме завдяки А.т.в.в. первинне  зародження життя сталося у воді (первинному Світовому океані), а не на суходолі.

## Прихована теплота плавлення і випаровування води
У води найвища у світі мінералів прихована теплота випаровування і прихована теплота плавлення. Щоб випарувати воду з чайника, тепла знадобиться в п'ять з половиною разів більше, ніж для того, щоб закип'ятити його. Коли б не ця її властивість — навіть у спеку повільно випаровуватися, багато озер і річок влітку пересихали б до дна. Для плавлення криги треба витратити велику кількість теплоти. Прихована теплота плавлення (кількість тепла, необхідна для розплавлення 1 г льоду при температурі 0°C складає 79,4 кал. Ось чому весняне танення льоду відбувається повільно і рятує нас від великих повеней (хоч і не завжди).

## Ресурси Інтернету
- Вода жизни. Физические свойства воды
- Теплофізичні властивості води і водяної пари [Архівовано 17 вересня 2008 у Wayback Machine.]
- Аномальные свойства воды [Архівовано 28 серпня 2016 у Wayback Machine.]
- Аномальные физические свойства воды [Архівовано 3 листопада 2016 у Wayback Machine.]

## Фізичні стани води

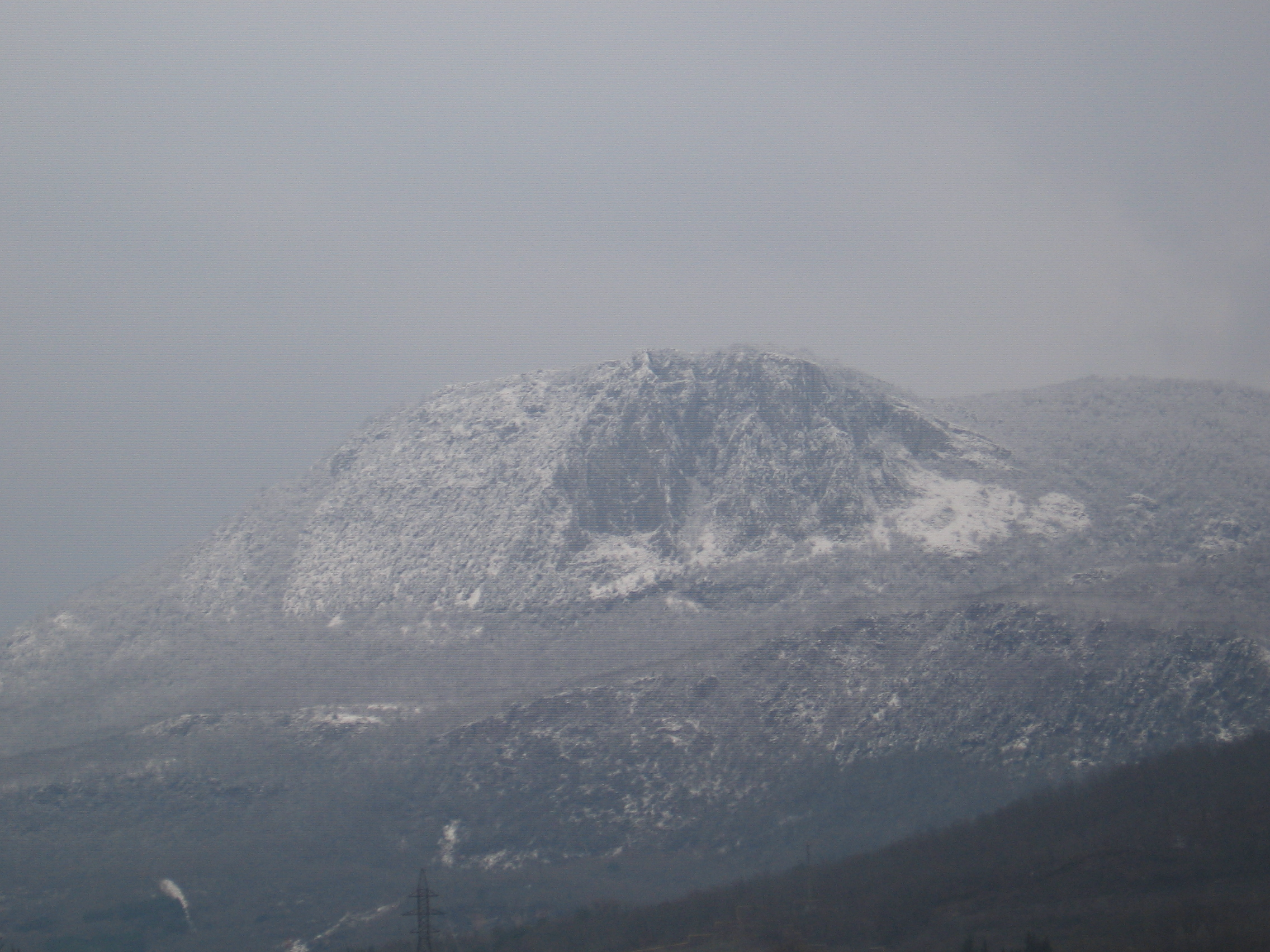
Водяна пара. Туман у Кримських горах
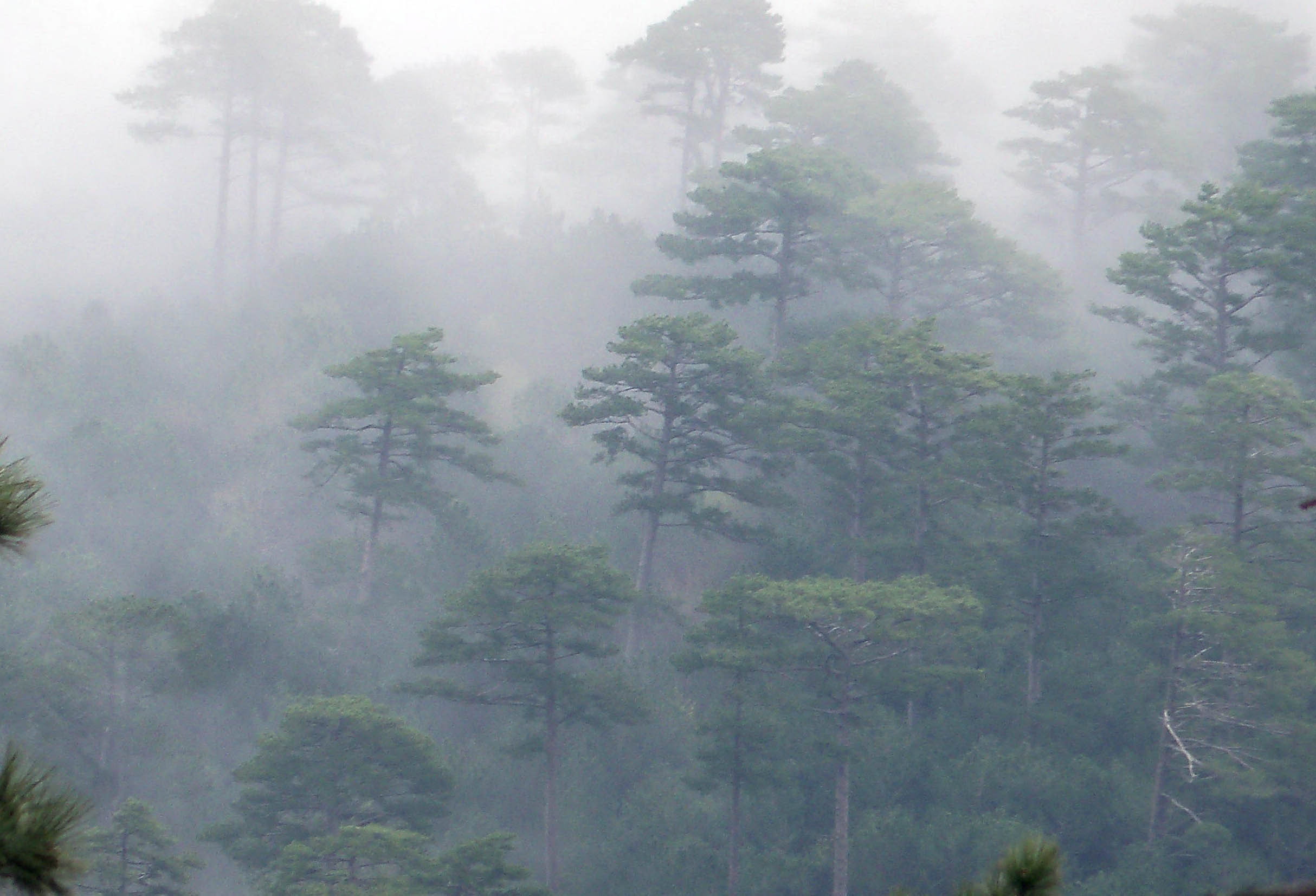
Водяна пара. Туман у горах
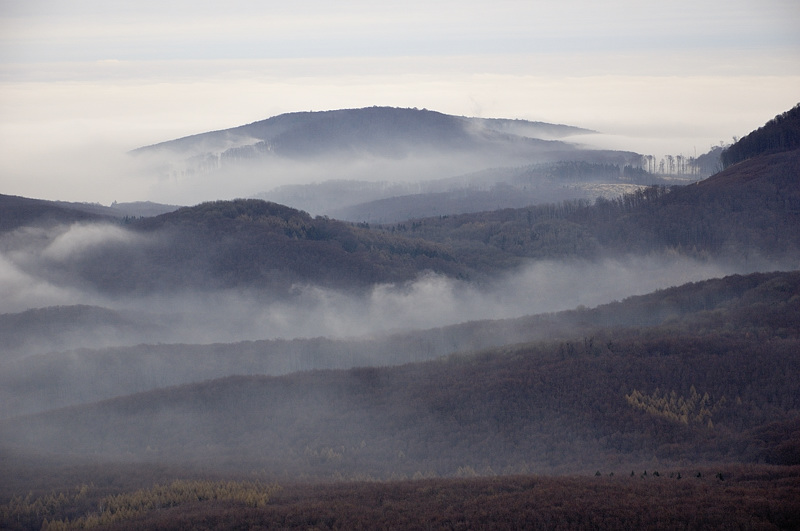
Водяна пара. Туман у Карпатах
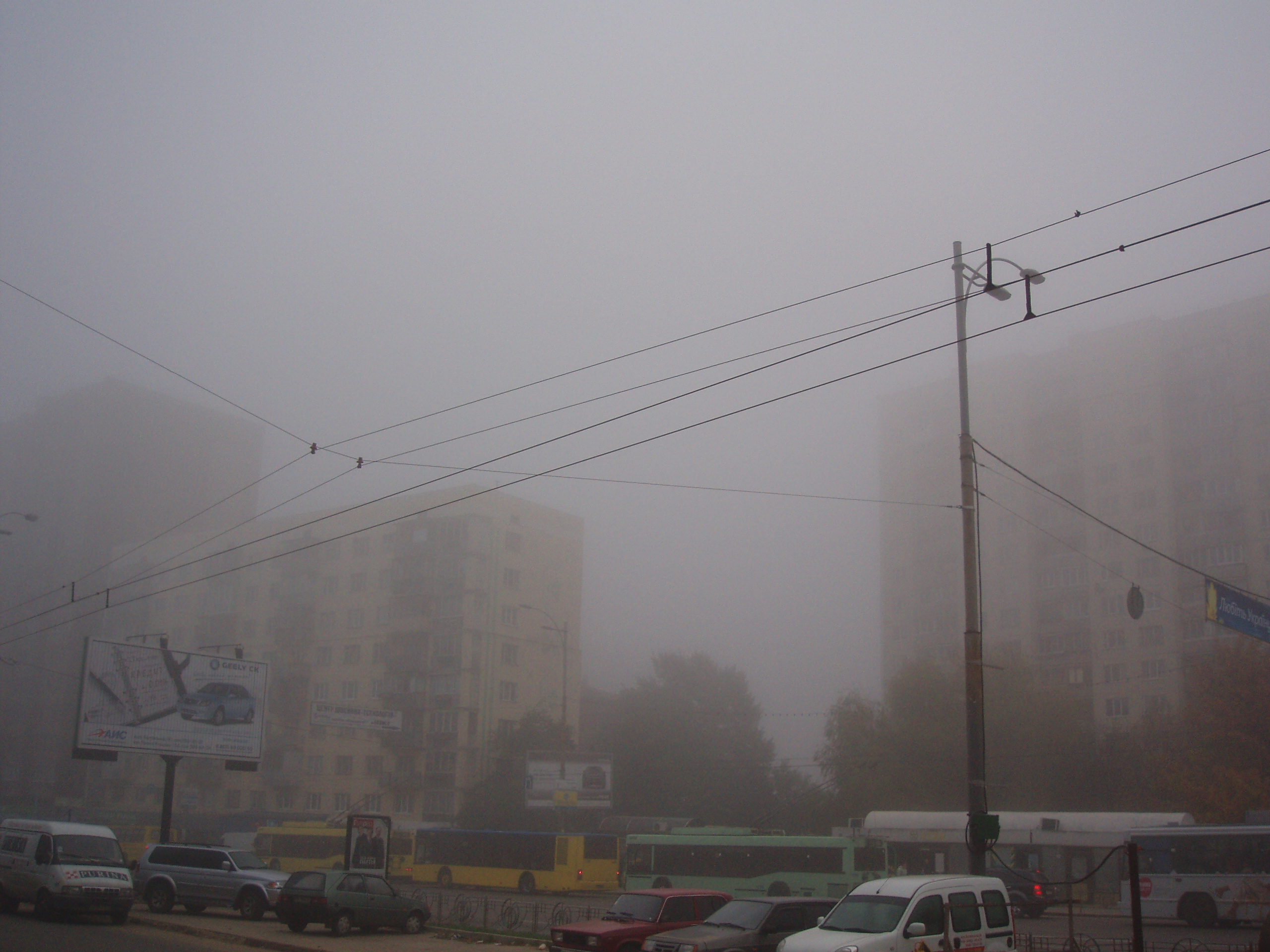
Туман у Києві
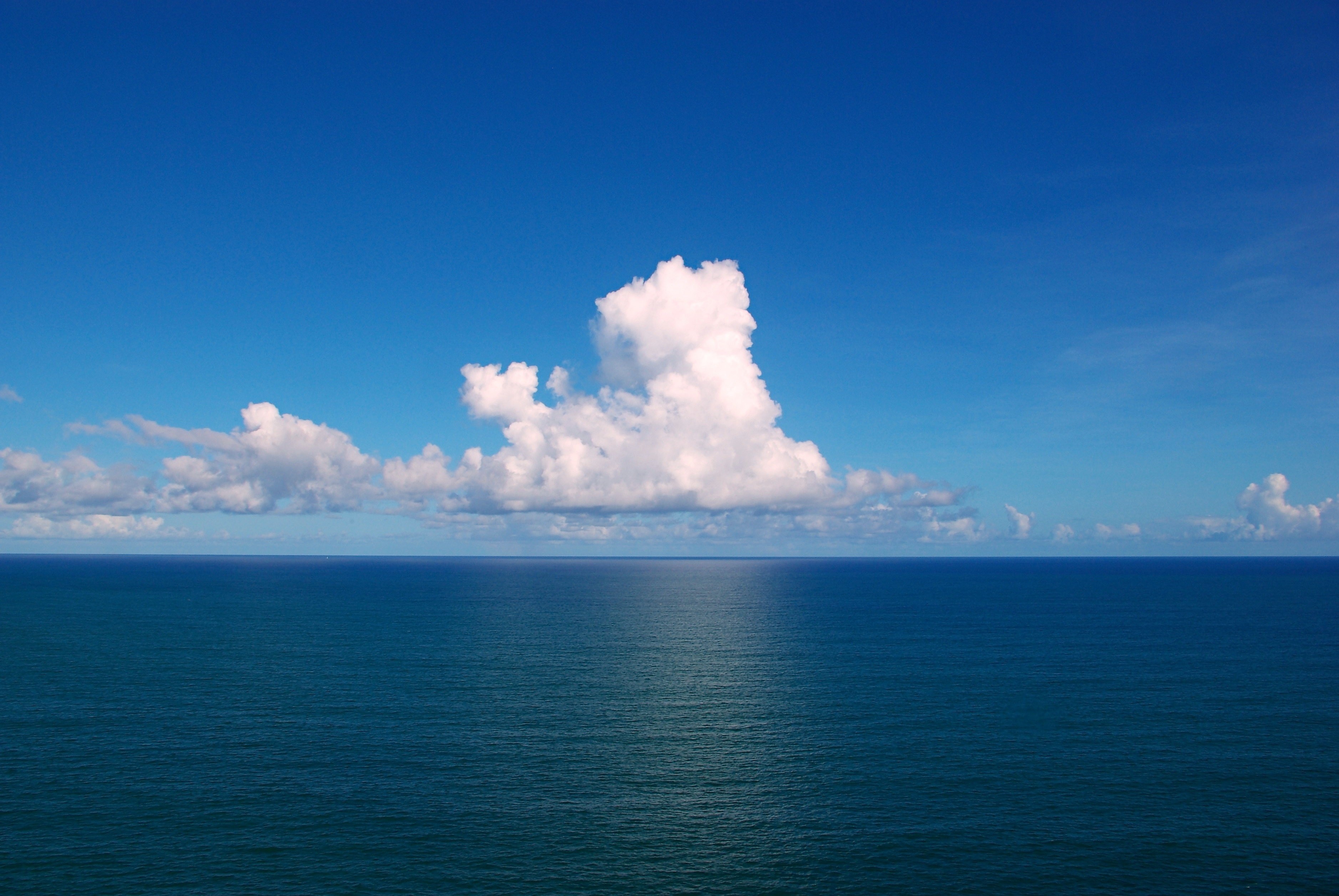
Рідка вода. Атлантичний океан
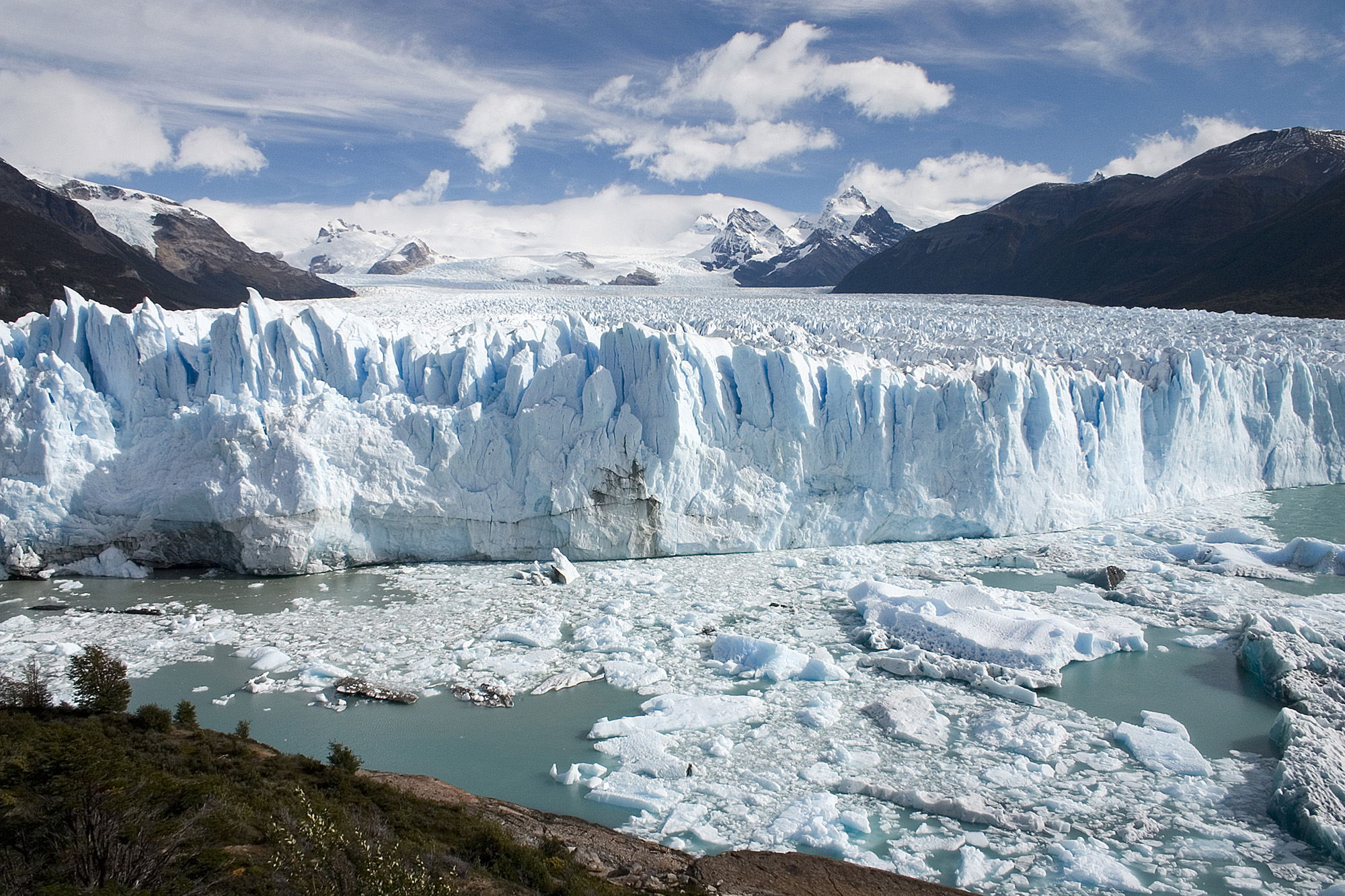
Крига. Льодовик